# Kompleks klasztorny Nekresi
Kompleks klasztorny Nekresi (gruz. ნეკრესის მონასტერი, nek'resis monast'eri) – zespół budynków klasztornych w Nekresi w regionie Kachetia we wschodniej Gruzji, założony między IV a VI wiekiem. Znajduje się pod jurysdykcją Gruzińskiego Kościoła Prawosławnego. Zbudowany na jednym ze szczytów Wielkiego Kaukazu, prawosławny klasztor jest główną częścią kompleksu Nekresi. Początki monastycyzmu w tym mieście sięgają czasów życia Abibosa, chrześcijańskiego biskupa i męczennika, znanego ze zwalczania zaratusztrianizmu. Klasztor został zamknięty wkrótce po przejęciu kościoła gruzińskiego przez cesarzy rosyjskich w 1811 roku. Po prawie dwóch wiekach przerwy klasztor ponownie zaczął funkcjonować w 2000 roku.
Klasztor Nekresi znajduje się na szczycie zalesionego wzgórza, zwanego Nazvrevi Gora (dosłownie „wzgórze dawnych winnic”). Częścią zabudowań klasztornych są między innymi: trójkościelna bazylika i mauzoleum, oraz Kościół Najświętszej Marii Panny.

## Historia
Klasztor Nekresi został założony między IV a VI wiekiem. W tym okresie nastąpił rozkwit monastycyzmu we wschodniej Gruzji, spopularyzowany przez Trzynastu Ojców Syryjskich – grupę mnichów, którym średniowieczna gruzińska tradycja literacka przypisuje założenie kilku klasztorów w kraju. Jeden z tych mnichów, św. Abibos z Nekresi, głosił chrześcijaństwo na wschód od Aragwi i zwalczał wpływy zaratusztriańskie. Z tego powodu został w późniejszym czasie schwytany i ostatecznie zabity.
Chociaż znaczna część średniowiecznej historii Nekresi jest nieudokumentowana, wykopaliska archeologiczne i analizy architektoniczne świadczą o rozległej działalności budowlanej na terenie kompleksu klasztornego w IX wieku, nawet gdy miasto Nekresi chyliło się już ku upadkowi. Klasztor pełnił ponadto funkcję siedziby biskupa gruzińskiego. Św. Abibos jest uważany za pierwszego biskupa Nekresi; żaden inny miejscowy biskup nie był znany z imienia aż do 1556 roku.
Krótko po przejęciu gruzińskiego kościoła przez Imperium Rosyjskie w 1811 zlikwidowano diecezję Nekresi, po czym nastąpiła kasata samego klasztoru. Diecezję i klasztor przywrócono dopiero w niepodległej Gruzji, po upadku Związku Radzieckiego; dawne biskupstwo zostało przemianowane na eparchię Nekresi i włączone do Gruzińskiego Kościoła Prawosławnego w 1995, klasztor zaś został ponownie zasiedlony przez mnichów w 2000 roku. Od 2008 roku cały kompleks był badany przez archeologów i gruntownie odnawiany. 

## Galeria

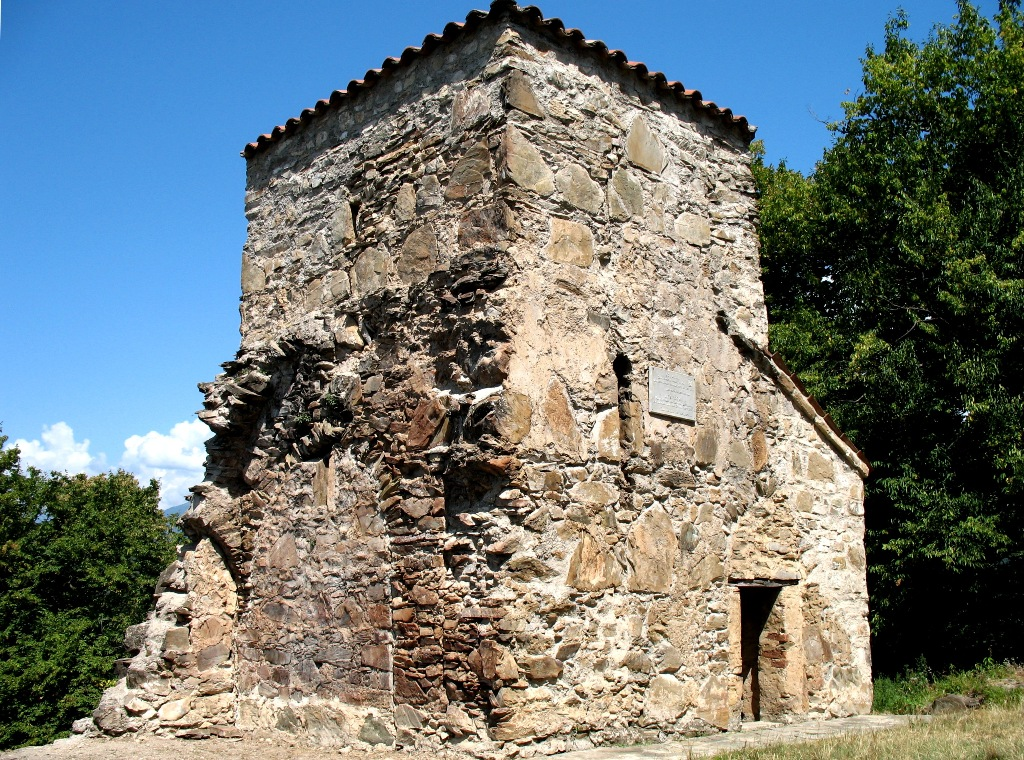
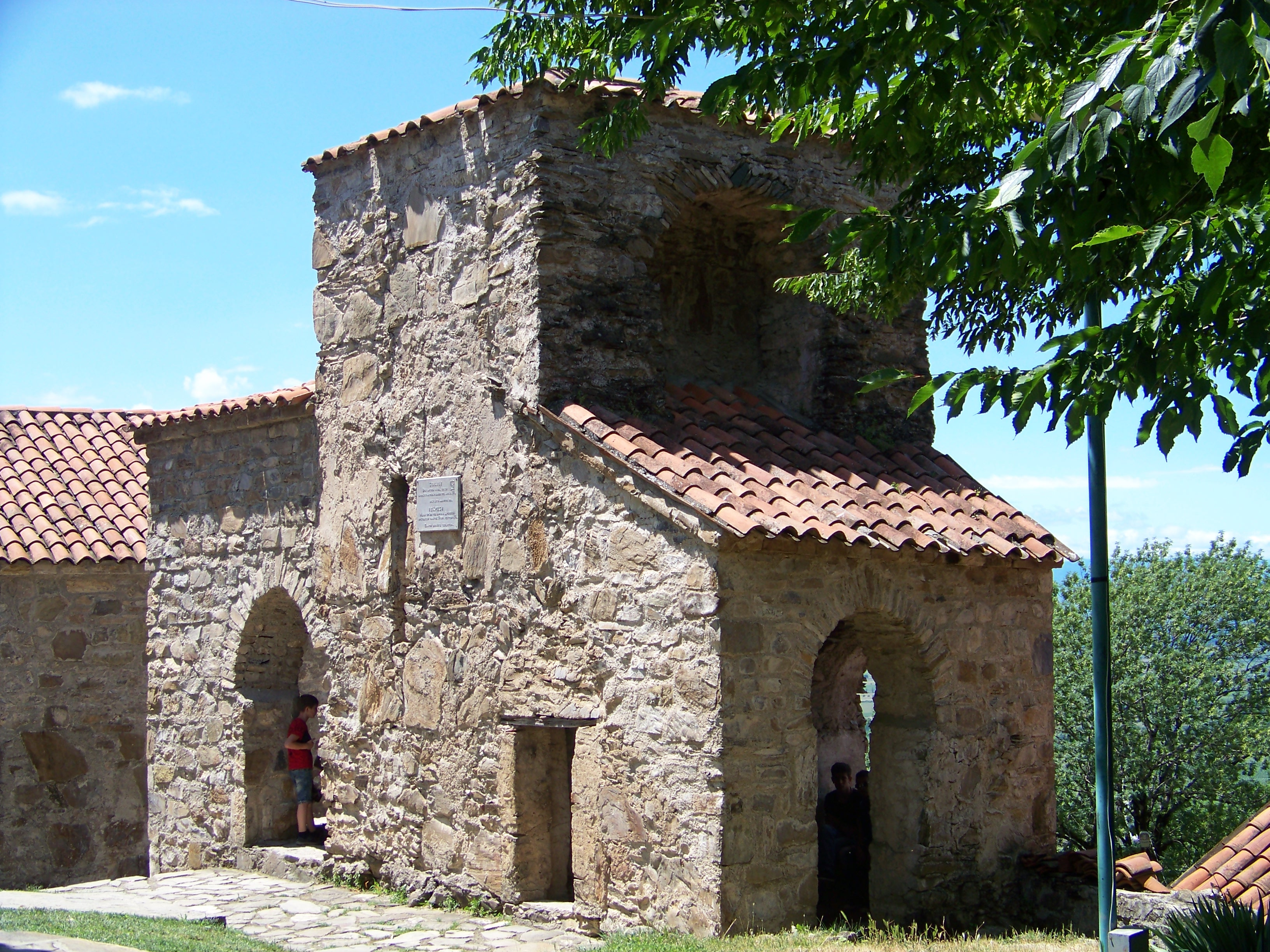
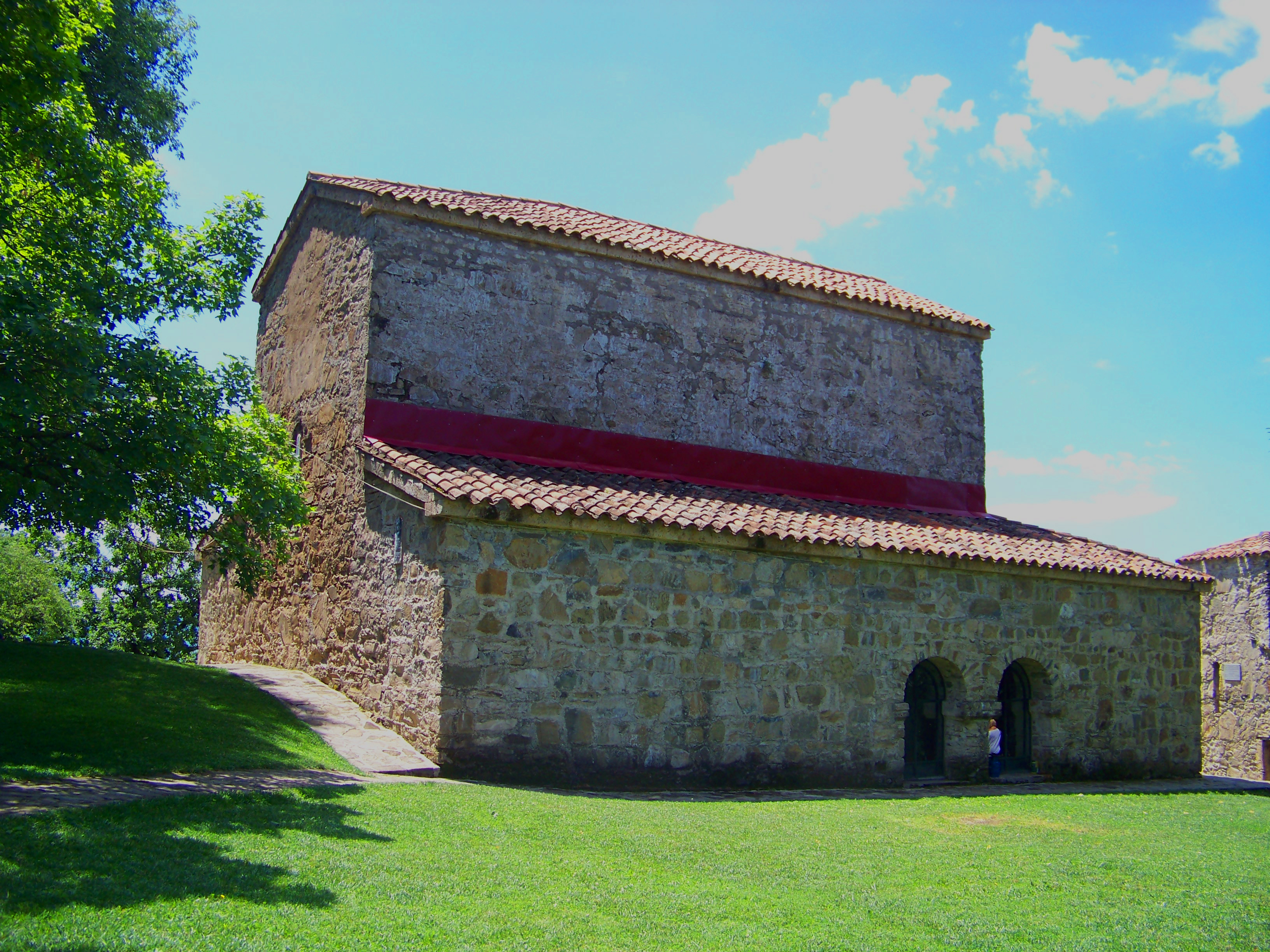
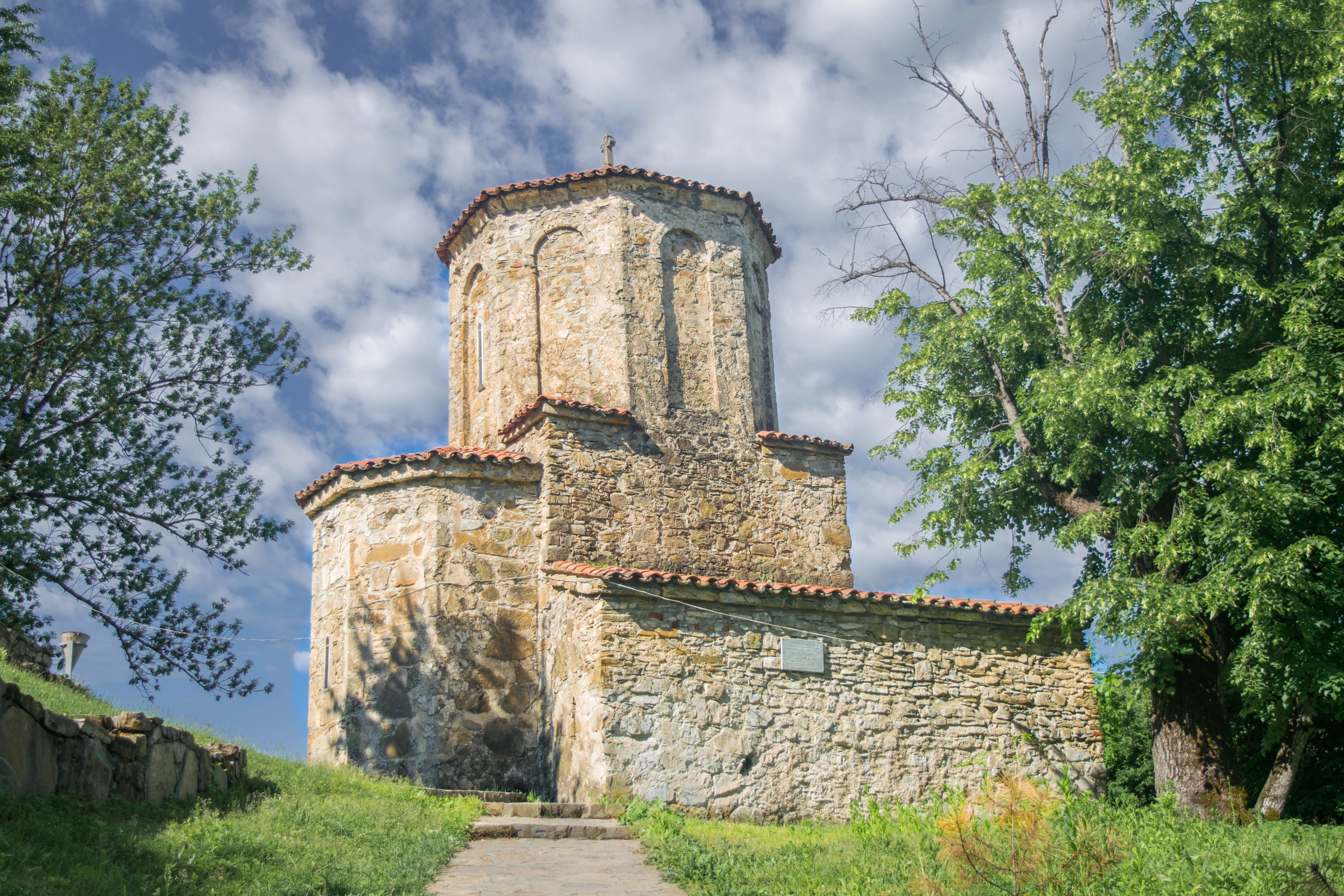
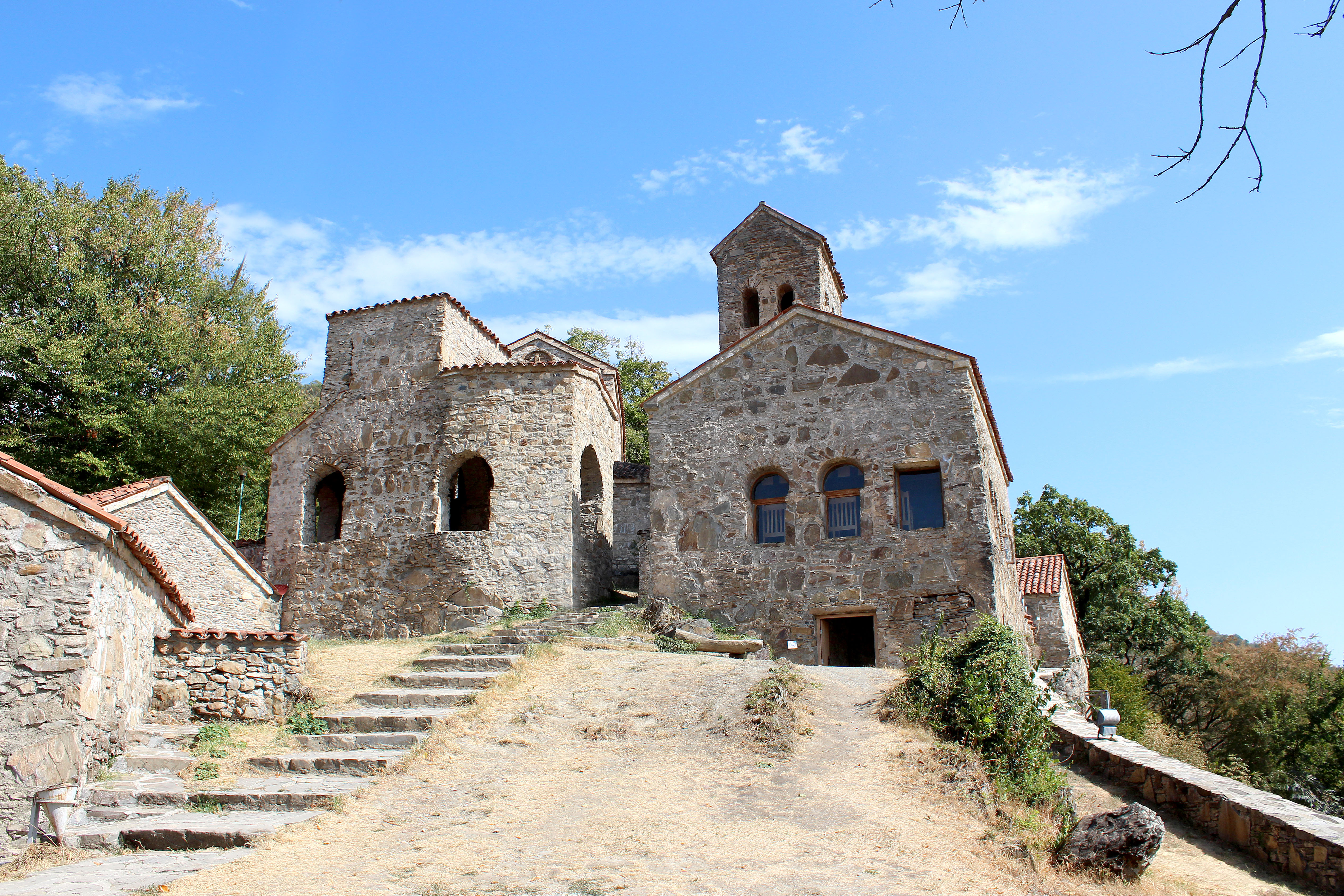